# Holcocephala nodosipes
Holcocephala nodosipes är en tvåvingeart som först beskrevs av Günther Enderlein 1914.  Holcocephala nodosipes ingår i släktet Holcocephala och familjen rovflugor.
Artens utbredningsområde är Colombia. Inga underarter finns listade i Catalogue of Life.